# Effersey
Effersey, även Örfirisey, är en ö i republiken Island. Den ligger i regionen Höfuðborgarsvæði, i den västra delen av landet, 3 km nordväst om huvudstaden Reykjavík.
Det äldre namnet på Örfirisey var Effersey. Det fanns en bondgård på ön från omkring 1500 till 1861, då en bosättning bildades där. Det fanns handelsbodar på Grandahólma, norr om Örfirisey.  På 1600-talet flyttades de till Örfirisey. År 1780 flyttades de till Reykjavík. 1835 blev Örfirisey en del av Reykjavíks jurisdiktion och 1906 förvärvade staden ön. En hamn byggdes på ön när Reykjavíks hamn byggdes.